# Districte de Clarmont d'Alvèrnia
El Districte de Clarmont d'Alvèrnia és un dels 5 districtes del departament francès del Puèi Domat, a la regió d'Alvèrnia-Roine-Alps. Té 25 cantons i 119 municipis. El cap del districte és la prefectura de Clarmont d'Alvèrnia.

## Cantons
cantó d'Aubièra - cantó de Belmont - cantó de Bilhom - cantó de Borg Lastic - cantó de Chamalèira - cantó de Clarmont d'Alvèrnia Centre - cantó de Clarmont d'Alvèrnia Est - cantó de Clarmont d'Alvèrnia Nord - cantó de Clarmont d'Alvèrnia Nord-Oest - cantó de Clarmont d'Alvèrnia Oest - cantó de Clarmont d'Alvèrnia Sud - cantó de Clarmont d'Alvèrnia Sud-Est - cantó de Clarmont d'Alvèrnia Sud-Oest - cantó de Cornon d'Auvernha - cantó de Gersat - cantó d'Erment - cantó de Montferrand - cantó de Pont del Chastèl - cantó de Ròchafòrt - cantó de Roiat - cantó de Sant Amanç-Talenda - cantó de Sant Dier d'Auvèrnha - cantó de Verteson - cantó de Veira-Monton - cantó de Vic del Comte